# Формика (род муравьёв)
Фо́рмика (лат. formica ‘муравей’) — род муравьёв из подсемейства формицины, включающий эволюционно наиболее продвинутые виды, такие как рыжий лесной муравей, луговой муравей и другие. Более 170 видов.

## Этимология
Научное название рода Formica происходит от латинсокого слова formīca, означающего «муравей».

## Распространение и экология
Род имеет голарктическое распространение (палеарктика и неарктика), охватывая северную Евразию и США и Канаду в Северной Америке. Характерны для лесов умеренного пояса.
Современные виды Formica — одна из доминирующих групп муравьёв в умеренно-влажных зонах Северного полушария, где они в основном населяют леса и луга. Некоторые виды обитают в полузасушливых регионах (степи, средиземноморские ландшафты), но в пустынях и полупустынях они встречаются только во внутризональных влажных местах. Распространение многих видов простирается за Полярный круг, некоторые виды можно найти на высоте 3600 м в Альпах, 3950 м на Памире, 4300 м в Кордильерах Северной Америки и даже до 4800 м в Гималаях. Некоторые виды распространены также в горах тропических регионов (Мексика, Тайвань, Мьянма), а Formica fusca была интродуцирована и натурализована на Кубе.
С экологической точки зрения Formica — ключевой род (вместе с Lasius и Myrmica) в умеренной зоне Голарктики. Многие виды (например, представители подродов Formica s. str., Coptoformica, некоторые Serviformica) доминируют в сообществах муравьёв. Все виды Formica — эпигейные муравьи; они строят гнёзда в земле, часто с земляными насыпями, или делают крупные насыпные муравейники из маленьких кусочков веток, хвои или травы. Они активно фуражируют не только на земле, но и в траве, на деревьях и кустарниках, где собирают падь тлей и других равнокрылых и охотятся на различных беспозвоночных.

## Описание
Длина тела около 1 см. Формики — это самые известные и полезные рыжие лесные муравьи, а также кроваво-красные муравьи-рабовладельцы, луговой муравей и другие. Рыжие лесные муравьи знамениты своими гигантскими муравейниками из веточек и хвоинок, до 2 метров в высоту. Мандибулы с 6—8 зубцами. Максиллярные щупики у самок, рабочих и самцов состоят из 6 члеников, а лабиальные — из 4. Места прикрепления усиков находятся у заднего края наличника. Усики 12-члениковые у самок и рабочих и 13-члениковые у самцов. Заднегрудка без шипиков или зубцов, её покатая поверхность примерно равна верхней. Средние и задние ноги с одной парой прямых шпор. Передние крылья с тремя замкнутыми ячейками: радиальной, кубитальной и дискоидальной. Стебелёк между грудкой и брюшком состоит из одного членика (петиолюс) с вертикальной чешуйкой. Кончик последнего сегмента брюшка образует анальную трубочку с венчиком волосков. В эту трубочку открываются протоки ядовитой железы, прямой кишки и Дюфуровой железы.
Группа рыжих лесных муравьёв (F. rufa group) характеризуется сложной социальной организацией, но если вид F. rufa моногинный и монодомный, то виды F. aquilonia, F. paralugubris и F. polyctena всегда полигинные и полидомные, образующие крупные суперколонии, состоящие из десятков и сотен муравейников. Виды подрода Serviformica строят земляные гнёзда, семьи основывают моногинно.
В гнёздах обитает множество видов мирмекофилов и паразитов, включая различные виды жуков (стафилинов и других) и клещей. Численность клещей-орибатид в муравейниках в 4 раза выше, чем в смешанном лесу, и в 15—20 раз больше, чем в других типах леса. Орибатиды играют роль сапрофагов и перерабатывают и измельчают строительный материал купола муравейника.

### Социальный паразитизм
Социальный паразитизм у муравьёв рода Formica широко распространён. Почти половина из его 172 видов являются подтверждёнными или предполагаемыми социальными паразитами, включая все три основных класса социального паразитизма, известные у муравьёв. Временный социальный паразитизм известен у 68 видов, постоянный — у 2 видов, а дулозис (рабовладение) — у 14 видов. Социальный паразитизм встречается в группах exsecta, sanguinea, dakotensis, rufa, uralensis, integra, difficilis и не отмечен только в трёх группах (fusca, neogagates, pallidefulva). Единственным инквилином не имеющим рабочих среди формик является вид Formica  talbotae из клады F. difficilis (предполагаемые сходные данные по Formica dirksi требуют подтверждения). Род возник в Старом Свете 30 млн лет назад и неоднократно расселялся в Новый Свет и обратно. Внутри Formica облигатно зависимое поведение при основании колонии однажды возникло из факультативно полигинного общего предка, практикующего независимое и факультативно зависимое основание колонии. Временный социальный паразитизм, вероятно, предшествовал или возник одновременно с основанием облигатной зависимой колонии, а дулотический социальный паразитизм однажды развился внутри облигатно зависимой клады основателя колонии. Постоянный социальный паразитизм дважды развился от временных социальных паразитических предков, которые редко практиковали почкование колоний. В отличие от постоянно социально паразитирующих муравьёв других родов, высокое разнообразие паразитов у Formica, вероятно, возникло в результате аллопатрического видообразования.
Виды подрода Serviformica часто служат основой для создания новых колоний социальных паразитов, таких как F. sanguinea, F. uralensis, Coptoformica и Formica s. str.
.

## Генетика
Геном вида Formica pallidifulva: 0,39 пг (C value). Диплоидный набор хромосом 2n = 52, 54..

## Классификация
Род Формика разделяют на несколько (7—8) подродов, групп видов и комплексов видов. Всего род объединяет около 170 видов (более 200 с таксонами неясного статуса), большая часть которых американские, а около 60 видов — палеарктические. Ископаемые представители известны из эоцена (более 40 млн лет).
Группы Neoformica и Serviformica характеризуются тем, что королева основывает колонию самостоятельно.
В группах F. microgyna, Formica s.str. («группа F.rufa») и Coptoformica распространён временный социальный паразитизм (явление, когда королева проникает в муравейник одной из предыдущих групп и тем или иным способом вытесняет прежнюю королеву).
Королевы рабовладельческого подрода Raptiformica, «группы F.neogagates» и «группы F.pallidefulva» также основывают колонии через социальный паразитизм, но рабочие этого вида продолжают эту стратегию, совершая набеги на муравейники непаразитических видов и захватывая их куколки, обеспечивают себя таким образом «рабами». Испанский вид Formica subrufa иногда выделяют в отдельный подрод IberoformicaTinaut, 1990 или даже отдельный род (Muñoz-López, et al. 2012).
Недавно разделённые виды F. candida и Formica picea — Чёрный блестящий муравей (F. picea) признаны базальной ветвью в основании филогенетического древа подрода Formica, что говорит о возможной парафилетической природе подрода Serviformica.

### ПодродCoptoformica
Традиционно выделяемая в отдельный подрод группа видов с выемкой на затылочной части головы. Среди представителей Coptoformica распространён временный социальный паразитизм.
- Coptoformica Müller, 1923 («группа F.exsecta»)
  - Formica brunneonitida Dlussky, 1964 (ранее был синонимом Formica forsslundi; восстановлен до вида с 2021 года)[21]
  - Formica bruni Kutter, 1967
  - Formica caucasicola Seifert & Schultz, 2021[21]
  - Formica exsecta  — Обыкновенный тонкоголовый муравей
    - = Formica nemoralis Dlussky, 1964
    - = Formica fennica Seifert, 2000[24]

  - Formica exsectoides Forel, 1886 (Неарктика, иногда как «группа F.exsectoides»)
  - Formica foreli Bondroit, 1918
    - = Formica goesswaldi Kutter, 1967
    - = Formica naefi Kutter, 1957
    - = Formica tamarae Dlussky, 1964

  - Formica forsslundi Lohmander, 1949
    - = Formica forsslundi strawinskii Petal, 1963

  - Formica fukaii Wheeler, 1914
  - Formica longiceps Dlussky, 1964 (ранее был синонимом Formica manchu; восстановлен до вида с 2021 года)[21]
    - = Formica dlusskyi Bolton, 1995 (ранее был синонимом Formica manchu)

  - Formica manchu Wheeler, 1929
  - Formica mesasiatica Dlussky, 1964
  - Formica opaciventris Emery, 1893 (Неарктика, иногда как «группа F.exsectoides»)
  - Formica pisarskii Dlussky, 1964
    - = Formica fossilabris Dlussky, 1965 (синонимизация здесь с 2021 года)[21]

  - Formica pressilabris Nylander, 1846
    - = Formica rufomaculata Ruzsky, 1895

  - Formica suecica Adlerz, 1902

### ПодродFormica s.str.
Основная номинативная группа рода, включающая наиболее крупных и заметных по своим гигантским муравьиным кучам рыжих лесных муравьёв. Виды с блестящей лобной площадкой.
- «группа F.rufa»[26][27]
  - комплекс F. rufa
    - Formica polyctena Foerster, 1850 — Малый лесной муравей
    - Formica rufa Linnaeus, 1761 — Рыжий лесной муравей

  - комплекс F. lugubris
    - Formica aquilonia Yarrow, 1955 — Северный лесной муравей
    - Formica helvetica Seifert, 2021
    - Formica lugubris Zetterstedt, 1838 — Волосистый лесной муравей
    - Formica paralugubris Seifert, 1996[28]
    - Formica ussuriensis Seifert, 2021

  - комплекс F. pratensis
    - Formica kupyanskayae Bolton, 1995
    - Formica pratensis Retzius, 1783 — Луговой муравей

  - комплекс F. truncorum(d)
    - Formica dusmeti Emery, 1909[29][30]
    - Formica frontalis Santschi, 1919[30]
    - Formica sinensis Wheeler, 1913[31]
    - Formica truncorum Fabricius, 1804 — Красноголовый муравей
      - =Formica yessensis Wheeler, 1913[32], синонимия по Seifert 2021[26]
- американские виды
  - группа F. integra: Formica calviceps, Formica ciliata, Formica coloradensis, Formica comata, Formica criniventris, Formica ferocula, Formica fossaceps, Formica integra, Formica integroides, Formica knighti, Formica laeviceps, Formica mucescens, Formica obscuripes, Formica obscuriventris, Formica oreas, Formica planipilis, Formica prociliata, Formica propinqua, Formica ravida, Formica subnitens
  - группа F. dakotensis: Formica reflexa, Formica dakotensis[33]
  - «группа F.microgyna» (F. difficilis)[34][35]: Formica adamsi, Formica adamsi alpina, Formica densiventris, Formica difficilis, Formica impexa, Formica indianensis, Formica microgyna, Formica morsei, Formica nepticula, Formica nevadensis, Formica postoculata, Formica querquetulana, Formica scitula, Formica spatulata, Formica talbotae.

### ПодродServiformicaи другие
Традиционно выделяемая группа (Serviformica) наиболее примитивных представителей рода. Виды с матовой лобной площадкой, живущие в небольших земляных муравейниках.
- Serviformica Forel, 1913 («группа F.fusca»)
  - Formica cinerea — Серый песчаный муравей
  - Formica clara Forel, 1886
  - Formica cunicularia — Прыткий муравей
  - Formica fusca — Бурый лесной муравей
  - Formica gagatoides — Полярный муравей
  - Formica picea — Чёрный блестящий муравей
  - Formica rufibarbis — Краснощекий муравей
  - Formica uralensis — Черноголовый муравей (или группа F. uralensis)
- «группа F.cinerea»: Formica cinerea, Formica corsica, Formica fuscocinerea, Formica georgica, Formica selysi
- «группа F.rufibarbis»: Formica anatolica, Formica clara, Formica clara sinae, Formica cunicularia, Formica glabridorsis, Formica orangea, Formica rufibarbis, Formica tarimica, Formica tianshanica
- Neoformica Wheeler, 1913
- «группа F.neogagates»: Formica bradleyi, Formica lasioides, Formica limata, Formica manni, Formica neogagates, Formica obtusopilosa (иногда как «группа F.obtusopilosa»), Formica oregonensis, Formica perpilosa, Formica vinculans
- «группа F.pallidefulva» (Канада и США): Formica archboldi, Formica biophilica, Formica dolosa, Formica incerta, Formica pallidefulva[36]

### ПодродRaptiformica
Традиционно выделяемая группа муравьёв-рабовладельцев. Группы социальных паразитических видов Formica difficilis, Formica integra, Formica rufa и Formica dakotensis имеют общего предка и рассматриваются в качестве сестринских к группе Formica sanguinea.
- Raptiformica Forel, 1913 («группа F.sanguinea»)
  - Formica sanguinea — Кроваво-красный муравей-рабовладелец

Американские муравьи-рабовладельцы из группы Formica sanguinea group, ранее, включаемые в этот подрод:
- Formica aserva
- Formica creightoni
- Formica curiosa
- Formica emeryi
- Formica gynocrates[38]
- Formica obtusopilosa
- Formica pergandei
- Formica puberula
- Formica rubicunda
- Formica subintegra
- Formica subnuda
- Formica wheeleri

### Список видов
- Formica abdominalis Latreille, 1802
- Formica accreta Francoeur, 1973
- Formica acuminata Heer, 1850
- Formica adamsi Wheeler, 1909
- Formica adelungi Forel, 1904
- Formica aegyptiaca Fabricius, 1775
- Formica aemula Heer, 1867
- Formica aequalis Walker, 1871
- Formica aerata Francoeur, 1973
- Formica affinis Leach, 1825
- Formica albipennis Fabricius, 1793
- Formica alsatica Theobald, 1937
- Formica altipetens Wheeler, 1913
- Formica amyoti Le Guillou, 1842
- Formica antiqua Dlussky, 1967
- Formica approximans Wheeler, 1933
- Formica aquilonia Yarrow, 1955
- Formica arcana Scudder, 1877
- Formica archboldi Smith, 1944
- Formica arenicola Buckley, 1866
- Formica argentea Wheeler, 1912
- Formica aserva Forel, 1901
- Formica atavina Heer, 1850
- Formica aterrima Cresson, 1865
- Formica atra Schilling, 1839
- Formica auxillacensis Piton, 1935
- Formica balcanica Petrov e Collingwood, 1993
- Formica baltica Dlussky, 1967
- Formica bauckhorni Meunier, 1915
- Formica beijingensis Wu, 1990
- Formica bicolor Leach, 1825
- Formica bradleyi Wheeler, 1913
- Formica browni Francoeur, 1973
- Formica bruni Kutter, 1967
- Formica brunneonitida Dlussky, 1964
- Formica buphthalma Novak, 1878
- Formica californica (Creighton, 1950)
- Formica calviceps Cole, 1954
- Formica canadensis Santschi, 1914
- Formica candida Smith, 1878
- Formica cantalica Piton, 1935
- Formica capito Heer, 1867
- Formica chufejif Forskal, 1775
- Formica ciliata Mayr, 1886
- Formica cinerea Mayr, 1853
- Formica cinereofusca Karavaiev, 1929
- Formica clara Forel, 1886
- Formica clymene Wheeler, 1915
- Formica cockerelli Carpenter, 1930
- Formica coloradensis Creighton, 1940
- Formica comata Wheeler, 1909
- Formica conica Fabricius, 1798
- Formica connecticutensis Buckley, 1866
- Formica creightoni Buren, 1968
- Formica criniventris Wheeler, 1912
- Formica cunicularia Latreille, 1798
- Formica curiosa Creighton, 1935
- Formica dakotensis Emery, 1893
- Formica decipiens Bondroit, 1918
- Formica demersa Heer, 1850
- Formica densiventris Viereck, 1903
- Formica didyma Fabricius, 1782
- Formica difficilis Emery, 1893
- Formica dirksi Wing, 1949
- Formica dislocata Say, 1836
- Formica dlusskyi Bolton, 1995
- Formica dusmeti Emery, 1909
- Formica elevata Fabricius, 1782
- Formica elongata Fabricius, 1787
- Formica emeryi Wheeler, 1913
- Formica eoptera Cockerell, 1923
- Formica exsecta Nylander, 1846
- Formica exsectoides Forel, 1886
- Formica fatale Christ, 1791
- Formica ferocula Wheeler, 1913
- Formica flori Mayr, 1868
- Formica foetens Olivier, 1792
- Formica foreliana Wheeler, 1913
- Formica forsslundi Lohmander, 1949
- Formica fossaceps Buren, 1942
- Formica fossilabris Dlussky, 1965
- Formica fragilis Heer, 1867
- Formica francoeuri Bolton, 1995
- Formica fukaii Wheeler, 1914
- Formica fuliginothorax Blacker, 1992
- Formica fusca Linnaeus, 1758
- Formica fuscescens Gmelin, 1790
- Formica fuscicauda Motschoulsky, 1863
- Formica gagates Latreille, 1798
- Formica gagatoides Ruzsky, 1904
- Formica gerardi Bondroit, 1917
- Formica gibbosa Presl, 1822
- Formica glabra Gmelin, 1790
- Formica glacialis Wheeler, 1908
- Formica globiventris Heer, 1850
- Formica gnava Buckley, 1866
- Formica goesswaldi Kutter, 1967
- Formica gracilis Heer, 1867
- Formica grandis Carpenter, 1930
- Formica gravelyi Mukerjee, 1930
- Formica gravida Heer, 1850
- Formica gynocrates Snelling e Buren, 1985
- Formica heteroptera Cockerell, 1920
- Formica hewitti Wheeler, 1917
- Formica hirta Gravenhorst, 1807
- Formica horrida Wheeler, 1915
- Formica imitans Ruzsky, 1902
- Formica immersa Heer, 1850
- Formica impexa Wheeler, 1905
- Formica incisa Smith, 1858
- Formica indianensis Cole, 1940
- Formica inequalis Lowne, 1865
- Formica insultans Forskal, 1775
- Formica integra Nylander, 1856
- Formica integroides Wheeler, 1913
- Formica japonica Motschoulsky, 1866
- Formica knighti Buren, 1944
- Formica kollari Heer, 1867
- Formica kozlovi Dlussky, 1965
- Formica kupyanskayae Bolton, 1995
- Formica laeviceps Creighton, 1940
- Formica lasioides Emery, 1893
- Formica latinodosa Theobald, 1937
- Formica lavateri Heer, 1850
- Formica lefrancoisi Bondroit, 1918
- Formica lemani Bondroit, 1917
- Formica lepida Wheeler, 1913
- Formica limata Wheeler, 1913
- Formica lincecumii Buckley, 1866
- Formica longicollis Heer, 1850
- Formica longipilosa Francoeur, 1973
- Formica longiventris Heer, 1850
- Formica lucida Giebel, 1856
- Formica lugubris Zetterstedt, 1838
- Formica lutea Dumeril, 1860
- Formica luteola Presl, 1822
- Formica macrocephala Heer, 1850
- Formica macrognatha Presl, 1822
- Formica macrophthalma Heer, 1850
- Formica maculata Geoffroy, 1785
- Formica maculipennis Theobald, 1935
- Formica malabarica Schrank, 1837
- Formica maligna Forskal, 1775
- Formica manni Wheeler, 1913
- Formica martynovi Popov, 1933
- Formica maxillosa Fabricius, 1775
- Formica melanophthalma Reich, 1793
- Formica melanopis Gmelin, 1790
- Formica microgyna Wheeler, 1903
- Formica microphthalma Francoeur, 1973
- Formica minuta Lowne, 1865
- Formica moki Wheeler, 1906
- Formica molestans Latreille, 1802
- Formica montana Wheeler, 1910
- Formica morsei Wheeler, 1906
- Formica mucescens Wheeler, 1913
- Formica naefi Kutter, 1957
- Formica nana Latreille, 1802
- Formica neoclara Emery, 1893
- Formica neogagates Viereck, 1903
- Formica neorufibarbis Emery, 1893
- Formica nepticula Wheeler, 1905
- Formica nevadensis Wheeler, 1904
- Formica nigra Presl, 1822
- Formica nigropratensis Betrem, 1962
- Formica nitida Razoumowsky, 1789
- Formica nitidiventris Emery, 1893
- Formica nortonii Buckley, 1866
- Formica novaeanglae Buckley, 1866
- Formica oblita Heer, 1867
- Formica obscuripes Forel, 1886
- Formica obscuriventris Mayr, 1870
- Formica obsidiana Emery, 1923
- Formica obsoleta Linnaeus, 1758
- Formica obtecta Heer, 1850
- Formica obtusopilosa Emery, 1893
- Formica obvoluta Heer, 1850
- Formica occidentalis Buckley, 1866
- Formica occulta Francoeur, 1973
- Formica ocella Heer, 1850
- Formica oculata Heer, 1850
- Formica omnivora Linnaeus, 1758
- Formica opaciventris Emery, 1893
- Formica ophthalmica Heer, 1850
- Formica orbata Heer, 1850
- Formica oreas Wheeler, 1903
- Formica oregonensis Cole, 1938
- Formica ovata Reich, 1793
- Formica pachucana Francoeur, 1973
- Formica pacifica Francoeur, 1973
- Formica pallidefulva Latreille, 1802
- Formica pallidelutea Latreille, 1802
- Formica pallipes Latreille, 1787
- Formica parvula Presl, 1822
- Formica parvula Dlussky, 1967
- Formica pergandei Emery, 1893
- Formica perpilosa Wheeler, 1913
- Formica phaethusa Wheeler, 1915
- Formica phyllophila Jerdon, 1851
- Formica picipes Reich, 1793
- Formica pisarskii Dlussky, 1964
- Formica pitoni Theobald, 1935
- Formica planipilis Creighton, 1940
- Formica podzolica Francoeur, 1973
- Formica politurata Buckley, 1866
- Formica polyctena Foerster, 1850
- Formica postoculata Kennedy e Dennis, 1937
- Formica pratensis Retzius, 1783
- Formica pressilabris Nylander, 1846
- Formica primitiva Heer, 1850
- Formica primordialis Heer, 1850
- Formica procera Heer, 1850
- Formica prociliata Kennedy e Dennis, 1937
- Formica propatula Francoeur, 1973
- Formica propinqua Creighton, 1940
- Formica puberula Emery, 1893
- Formica pulchella Heer, 1850
- Formica pulla Francoeur, 1973
- Formica pumila Heer, 1850
- Formica pyrenaea Bondroit, 1918
- Formica quadrata Holl, 1829
- Formica quadrinotata Losana, 1834
- Formica querquetulana Kennedy e Davis, 1937
- Formica ravida Creighton, 1940
- Formica rediana Leach, 1825
- Formica reflexa Buren, 1942
- Formica retecta Francoeur, 1973
- Formica ribbeckei Radchenko & Perkovsky, 2021
- Formica robusta Carpenter, 1930
- Formica rostrata Fabricius, 1787
- Formica rubescens Leach, 1825
- Formica rubicunda Emery, 1893
- Formica rufa Linnaeus, 1761
- Formica rufibarbis Fabricius, 1793
- Formica ruficeps Motschoulsky, 1863
- Formica ruficornis Gmelin, 1790
- Formica rufolucida Collingwood, 1962
- Formica rufomaculata Ruzsky, 1895
- Formica rupestris Leach, 1825
- Formica saccharivora Linnaeus, 1758
- Formica sanguinea Latreille, 1798
- Formica saxicola Buckley, 1866
- Formica schardj Forskal, 1775
- Formica schaufussi Mayr, 1866
- Formica scitula Wheeler, 1913
- Formica selysi Bondroit, 1918
- Formica sentschuensis Ruzsky, 1915
- Formica sepulta Theobald, 1937
- Formica serresi Theobald, 1937
- Formica seuberti Heer, 1850
- Formica siamicarubra Christ, 1791
- Formica sibylla Wheeler, 1913
- Formica sinae Emery, 1925
- Formica sinensis Wheeler, 1913
- Formica spatulata Buren, 1944
- Formica strangulata Wheeler, 1915
- Formica strenua Haliday, 1836
- Formica subaenescens Emery, 1893
- Formica subcyanea Wheeler, 1913
- Formica subelongata Francoeur, 1973
- Formica subintegra Wheeler, 1908
- Formica subnitens Creighton, 1940
- Formica subpicea Motschoulsky, 1863
- Formica subpilosa Ruzsky, 1902
- Formica subpolita Mayr, 1886
- Formica subrufa Roger, 1859
- Formica subsericea Say, 1836
- Formica subspinosa Buckley, 1866
- Formica suecica Adlerz, 1902
- Formica surinamensis Berendt, 1830
- Formica talbotae Wilson, 1977
- Formica tenuissima Buckley, 1866
- Formica testacea Gmelin, 1790
- Formica testaceipes Leach, 1825
- Formica thoracica Olivier, 1792
- Formica tomentosa Reich, 1793
- Formica torrentium Bernard, 1967
- Formica transmontanis Francoeur, 1973
- Formica triangularis Say, 1836
- Formica trigona Presl, 1822
- Formica tripartita Theobald, 1937
- Formica truncorum Fabricius, 1804
- Formica ulkei Emery, 1893
- Formica ungeri Heer, 1850
- Formica uralensis Ruzsky, 1895
- Formica vagans Fabricius, 1793
- Formica venosa Gmelin, 1790
- Formica vinculans Wheeler, 1913
- Formica virginiana Buckley, 1866
- Formica wongi Wu, 1990
- Formica xerophila Smith, 1939
- Formica yessensis Wheeler, 1913
- Formica yoshiokae Wheeler, 1933

## Палеонтология
Ископаемые представители формик (более 60 видов) известны из эоцена (возраст более 40 млн лет; около 20 видов), олигоцена (10) и миоцена (около 40 видов) Евразии и Северной Америки, главным образом из европейских янтарей: Балтийского, Ровенского и других.
В общей сложности около 100 ископаемых видов были отнесены к Formica, но более половины этих названий были либо синонимами, либо неидентифицируемыми и считаются incertae sedis в составе Formicidae, а фактическое количество валидных видов составляет менее 50. Самые древние виды Formica были описаны из месторождения раннего эоцена Quesnel (нагорье Оканаган, Канада; Ypresian, ок. 50-52 млн лет; вид Formica  arcana  Scudder, 1877) и месторождения среднего эоцена Kishenehn (Монтана, США; Lutetian, ок. 46 млн лет). Несколько неописанных видов были обнаружены в Ypresian Messel (47,8 млн лет) и Lutetian Eckfeld (44,3 млн лет), лагерштеттах Германии.
- Formica biamoensis Dlussky, Rasnitsyn & Perfilieva, 2015
- Formica flori Mayr, 1868
- Formica gustawi Dlussky, 2002
- Formica horrida Wheeler, 1915
- Formica kutscheri Dlussky, 2008
- Formica palaeopolonica Dlussky, 2008
- Formica paleosibirica Dlussky, Rasnitsyn & Perfilieva, 2015
- Formica phaethusa Wheeler, 1915
  - =Formica clymene Wheeler, 1915
- Formica radchenkoi Dlussky, 2008
- Formica ribbeckei Radchenko & Perkovsky, 2021[5]
- Formica zherikhini Dlussky, 2008
- Formica strangulata Wheeler, 1915

## Охранный статус
Несколько их видов занесены в Красный список угрожаемых видов МСОП (The IUCN Red List of Threatened Species) в категорию уязвимые виды (VU):
 Formica dirksi — уязвимый
 Formica talbotae — уязвимый